# Böne distrikt
Böne distrikt är ett distrikt i Ulricehamns kommun och Västra Götalands län. 
Distriktet ligger nordost om Ulricehamn. 

## Tidigare administrativ tillhörighet
Distriktet inrättades 2016 och utgörs av socknen Böne i Ulricehamns kommun. 
Området motsvarar den omfattning Böne församling hade vid årsskiftet 1999/2000.